# آخرین فشنگ‌ها
«آخرین فشنگ‌ها» (فرانسوی: Les Dernières Cartouches‎) یک فیلم صامت و کوتاه فرانسوی به کارگردانی ژرژ ملی‌یس است که در سال ۱۸۹۷ منتشر شد. این فیلم به تقلید از یک نقاشی فرانسوی ساخته شد.